# فهد عبد الله
فهد عبد الله لاعب كرة قدم قطري .
كانت بداياته مع نادي الخور وانتقل إلى نادي الجيش في عام 2016 و لعب معهم موسم .

## روابط خارجية
- فهد عبد الله على موقع Soccerway.com (الإنجليزية)

فهد عبد الله